# Антоніо Янні
Антоніо Янні (італ. Antonio Janni, нар. 19 вересня 1904, Сантена — пом. 29 червня 1987, Турин) — італійський футболіст, що грав на позиції півзахисника. По завершенні ігрової кар'єри — футбольний тренер.
Найбільших результатів здобув з «Торіно», в якому провів більшість ігрової кар'єри, а потім був головним тренером. У складі збірної Італії — бронзовий призер Олімпійських ігор.

## Клубна кар'єра
Народився 19 вересня 1904 року в місті Сантена. Вихованець футбольної школи клубу «Торіно». Дорослу футбольну кар'єру розпочав 1920 року в основній команді того ж клубу, в якій провів сімнадцять сезонів, взявши участь у 322 матчах чемпіонату. За цей час двічі виборов титул чемпіона Італії (один було анульовано), а також ставав володарем Кубка Італії. 
У 1936 з командою дебютував в Кубку Мітропи. У тому розіграші «Торіно» стартував з кваліфікаційного раунду, в якому зустрічався з швейцарським клубом «Берн». Італійська команда двічі розгромно перемогла — 4:1 і 7:1. В наступному раунді «Торіно» зустрічався з угорським «Уйпештом». В домашньому матчі команда Янні перемогла з рахунком 2:0, але у матчі-відповіді поступилась 0:5.
Завершив професійну ігрову кар'єру у клубі «Варезе» з Серії С, за команду якого виступав протягом сезону 1937/38 років.

## Виступи за збірну
1924 року дебютував в офіційних матчах у складі національної збірної Італії.
У складі збірної був учасником футбольного турніру на Олімпійських іграх 1924 року у Парижі та футбольного турніру на Олімпійських іграх 1928 року в Амстердамі, на якому команда здобула бронзові нагороди. Також допоміг збірній виграти Кубок Центральної Європи 1927—1930.
Протягом кар'єри у національній команді, яка тривала 6 років, провів у формі головної команди країни 23 матчі, забивши 1 гол.

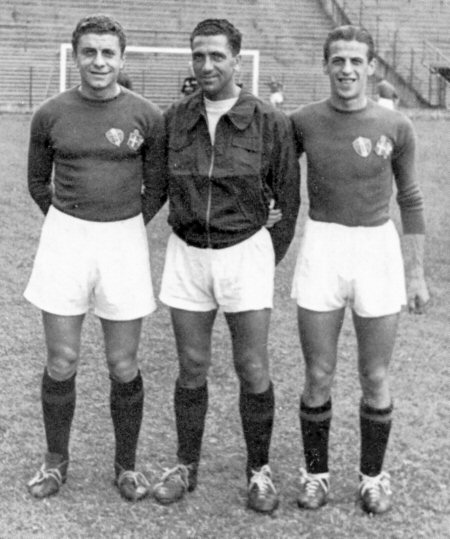
«Торіно» початку 40-х: Галлеа, тренер Янні і Оссола (зліва направо)

## Кар'єра тренера
Відразу по завершенні ігрової кар'єри, 1938 року, повернувся до «Торіно», де став головним тренером і порадив новому президенту клубу Ферруччо Ново купити гравця «Варезе» Франко Оссолу, який став першим гравцем легендарного «Гранде Торіно».
В подальшому тренував «Варезе», але на початку 1943 року повернувся у «Торіно» і в сезоні 1942/43 виграв чемпіонат і Кубок Італії. У 1944 році з командою, яка отримала назву «Торіно ФІАТ», зайняв друге місце у напівофіційному чемпіонаті.
Після війни тренував «Про Верчеллі», «Каррарезе», СПАЛ (з яким виграв Серію Б у сезоні 1950/51) та «Новару».
Останнім місцем тренерської роботи був клуб «Равенна», який Антоніо Янні очолював як головний тренер з 1958 по 1960 рік.
Помер 29 червня 1987 року на 83-му році життя у місті Турин.
| Дата       | Місто     | Господарі      | Результат  | Гості          | Турнір                              | Голи | Примітки |
| ---------- | --------- | -------------- | ---------- | -------------- | ----------------------------------- | ---- | -------- |
| 23/11/1924 | Дуйсбург  | Німеччини      | 0 – 1      | Італія         | товариський матч                    | 1    |          |
| 08/11/1925 | Будапешт  | Угорщина       | 1 – 1      | Італія         | товариський матч                    | -    |          |
| 17/01/1926 | Турин     | Італія         | 3 – 1      | Чехословаччина | товариський матч                    | -    |          |
| 21/03/1926 | Турин     | Італія         | 3 – 0      | Ірландія       | товариський матч                    | -    |          |
| 18/04/1926 | Цюрих     | Швейцарія      | 1 – 1      | Італія         | товариський матч                    | -    |          |
| 09/05/1926 | Мілан     | Італія         | 3 – 2      | Швейцарія      | товариський матч                    | -    |          |
| 18/07/1926 | Стокгольм | Швеція         | 5 – 3      | Італія         | товариський матч                    | -    |          |
| 28/10/1926 | Прага     | Чехословаччина | 3 – 1      | Італія         | товариський матч                    | -    |          |
| 30/01/1927 | Женева    | Швейцарія      | 1 – 5      | Італія         | товариський матч                    | -    |          |
| 20/02/1927 | Мілан     | Італія         | 2 – 2      | Чехословаччина | товариський матч                    | -    |          |
| 17/04/1927 | Турин     | Італія         | 3 – 1      | Португалія     | товариський матч                    | -    |          |
| 24/04/1927 | Париж     | Франція        | 3 – 3      | Італія         | товариський матч                    | -    |          |
| 15/04/1928 | Порту     | Португалія     | 4 – 1      | Італія         | товариський матч                    | -    |          |
| 22/04/1928 | Хіхон     | Іспанія        | 1 – 1      | Італія         | товариський матч                    | -    |          |
| 29/05/1928 | Амстердам | Франція        | 3 – 4      | Італія         | ОІ 1928                             | -    |          |
| 01/06/1928 | Амстердам | Іспанія        | 1 – 1 д.ч. | Італія         | ОІ 1928                             | -    |          |
| 04/06/1928 | Амстердам | Іспанія        | 1 – 7      | Італія         | ОІ 1928                             | -    |          |
| 07/06/1928 | Амстердам | Уругвай        | 3 – 2      | Італія         | ОІ 1928                             | -    |          |
| 14/10/1928 | Цюрих     | Швейцарія      | 2 – 3      | Італія         | Кубок Центральної Європи 1927—1930. | -    |          |
| 11/11/1928 | Рим       | Італія         | 2 – 2      | Австрія        | товариський матч                    | -    |          |
| 02/12/1928 | Мілан     | Італія         | 3 – 2      | Нідерланди     | товариський матч                    | -    |          |
| 03/03/1929 | Болонья   | Італія         | 4 – 2      | Чехословаччина | Кубок Центральної Європи 1927—1930. | -    |          |
| 07/04/1929 | Відень    | Австрія        | 3 – 0      | Італія         | Кубок Центральної Європи 1927—1930. | -    |          |
| Усього     |           | Матчів         | 23         |                | Голів                               | 1    |          |

### Статистика виступів у кубку Мітропи
| №                      | Розіграш               | Стадія                 | Дата та місце проведення | Команда 1              | Рахунок | Команда 2 | Голи та інше    |
| ---------------------- | ---------------------- | ---------------------- | ------------------------ | ---------------------- | ------- | --------- | --------------- |
| 1                      | 1936                   | кв. раунд              | 14.06.1936 Турин         | Торіно                 | 7:1     | Берн      | Капітан команди |
| 2                      | 1936                   | 1/8                    | 21.06.1936 Турин         | Торіно                 | 2:0     | Уйпешт    | Капітан команди |
| 3                      | 1936                   | 1/8                    | 26.06.1936 Будапешт      | Уйпешт                 | 5:0     | Торіно    | Капітан команди |
| Всього у кубку Мітропи | Всього у кубку Мітропи | Всього у кубку Мітропи | Всього у кубку Мітропи   | Всього у кубку Мітропи | 3       |           | 0               |

## Титули і досягнення

### Як гравця
- Чемпіон Італії (1):

«Торіно»: 1927–28
- Чемпіон Італії (анульовано):

«Торіно»: 1926–27
- Володар Кубка Італії (1):

«Торіно»: 1935–36
- Володар Кубка Центральної Європи (1):

Італія: 1927–1930

### Як тренера
- Чемпіон Італії (1):

«Торіно»: 1942–43
- Володар Кубка Італії (1):

«Торіно»: 1942–43